# Winter Solstice
Pour plus de détails, voir Fiche technique et Distribution.
Winter Solstice ou Solstice d'hiver au Québec est un film américain réalisé par Josh Sternfeld, d'abord présenté dans des festivals de cinéma en 2004, puis sorti en salles en 2005.

## Synopsis
Veuf à la suite du décès de sa femme dans un accident de voiture, Jim élève seul ses deux enfants dans une maison du New Jersey. Son fils aîné, souhaiterait partir s'installer en Floride, même si cela signifierait de laisser derrière lui sa famille et sa copine Stacey. Mais Molly Ripken vient s'installer dans cette tranquille petite bourgade et va très vite faire la connaissance de Jim et de ses enfants et va peut-être révéler à Jim des sentiments qu'il ne soupçonnait plus avoir pour aucune femme...

## Fiche technique
- Titre : Winter Solstic
- Titre canadien francophone : Solstice d'hiver
- Réalisation et scénario : Josh Sternfeld
- Musique : John Leventhal
- Directeur de la photographie : Harlan Bosmajian
- Montage : Plummy Tucker
- Distribution des rôles : Amanda Harding et Amanda Koblin
- Création des décors : Jody Asnes
- Décorateur de plateau : Lisa Kent
- Création des costumes : Paola Weintraub
- Producteurs : Doug Bernheim et John Limotte
- Producteurs exécutifs : Anthony LaPaglia et Jodi Peikoff
- Productrice associée : Amanda Slater
- Société de production : Sound Pictures
- Société de distribution : Paramount Classics
- Pays d'origine :  États-Unis
- Langue : anglais
- Format : 35mm — 1.85:1 — Couleur
- Son : Dolby Digital
- Genre : Drame
- Durée : 90 minutes
- Dates de sortie en salles : 
  -  29 janvier 2004 (Festival international du film de Santa Barbara) • 8 avril 2005 (sortie limitée)
  -  24 novembre 2005

## Distribution
- Anthony LaPaglia (VQ : Jean-Luc Montminy) : Jim Winters
- Aaron Stanford (VQ : Patrice Dubois) : Gabe Winters
- Mark Webber (VQ : Sébastien Reding) : Pete Winters
- Michelle Monaghan (VQ : Geneviève Désilets) : Stacey
- Allison Janney (VQ : Claudine Chatel) : Molly Ripkin
- Ron Livingston (VQ : Pierre Auger) : Mr. Bricker